# 奥塔瓦洛人
奥塔瓦洛人（Otavalo people）是生活在厄瓜多尔北部因巴布拉省安地斯山脈以及奧塔瓦洛的原住民，奥塔瓦洛人主要從事商业和手工业。他们的生活水平高于厄瓜多尔大多数原住民和麥士蒂索人。